# دیه‌گو آنجلو دی اولیویرا
دیه گو آنجلو دی اولیویرا (به پرتغالی: Diego Ângelo de Oliveira) مدافع اهل برزیل است که در شهر آناپلیس و در تاریخ ۱۷ فوریهٔ ۱۹۸۶ به دنیا آمده‌است.
دیه گو آنجلو دی اولیویرا در تیم‌های فوتبال سانتوس سابقهٔ حضور دارد.